# Organisation populaire de libération de l'Eelam Tamoul
L’Organisation populaire de libération de l'Eelam Tamoul (PLOTE, tamoul : தமிழீழ மக்கள் விடுதலைக் கழகம்) est une organisation armée socialiste et indépendantiste tamoule du Sri lanka.
Sa branche politique est le Democratic People's Liberation Front.

## Histoire

### Fondation
Fondée en 1979 par Uma Maheswaran, elle s'oppose aux Tigres de libération de l'Îlam tamoul. En 1986, le groupe est fort de 5 000 membres. À la suite de l'accord entre l'Inde et le Sri Lanka en 1987, il abandonne peu à peu les armes, fondant le Democratic People's Liberation Front en vue de participer aux élections et intégrant la Sri Lanka Civil Defence Force (en), milice officielle constituée pour lutter contre les Tigres de libération de l'Îlam tamoul.

### Coup d'état aux Maldives
En 1988, des membres de l'organisation ont tenté un coup d'État aux Maldives pour renverser le gouvernement de Maumoon Abdul Gayoom.

### Conflit avec les LTTE
Le 19 mai 1982, une fusillade s'est produite vers 21h45 à Pondy Bazaar, à Chennai entre les membres du LTTE et du PLOTE. Velupillai Prabhakaran et Raghavan (alias Sivakumar) du LTTE, armés de revolvers, ont ouvert le feu sur Jotheeswaran et Mukundan (alias Uma Maheswaran) du PLOTE. Au milieu des années 1970, Prabhakaran et Uma Maheswaran étaient tous deux membres du LTTE. Pendant les coups de feu, Jotheeswaran a été blessé à la cuisse droite et à la jambe gauche, et Mukundan s'en est échappé indemne.
Le 25 mai 1982, Uma Maheswaran a été arrêtée près de la gare de Gummidipoondi. Au moment de son arrestation, il a ouvert le feu avec son revolver et une autre affaire a été enregistrée contre lui en vertu de la loi sur les armes indiennes.
À cause des conflits continus avec les LTTE, le PLOTE a perdu sa force progressivement. Le 16 juillet 1989, Uma Maheswaran a été assassinée à Colombo, et le groupe dissident ENDLF a revendiqué l'attaque.
Bien que l'assassinat d'Uma Maheswaran ait été considéré comme un règlement de comptes par des anciens cadres de PLOTE, le lien entre le meurtre du dirigeant du PLOTE et la tentative de coup d'État déjouée aux Maldives ne peut être séparé. C'était une tentative délibérée de faire taire Uma Maheswaran, qui avait des informations importantes qui pourraient compromettre certaines personnalités de l'appareil de sécurité nationale du Sri Lanka.

## Résultats électoraux

### Élections législatives
| Année | Voix   | %    | Sièges  | Alliance                             |
| ----- | ------ | ---- | ------- | ------------------------------------ |
| 1989  | 18 502 | 0,33 | 0 / 225 | Democratic People's Liberation Front |
| 1994  | 38 028 | 0,48 | 3 / 225 | Tamil Eelam Liberation Organization  |
| 2000  | 20 848 | 0,24 | 0 / 225 | Democratic People's Liberation Front |
| 2001  | 16 669 | 0,19 | 1 / 225 | Democratic People's Liberation Front |
| 2004  | 7 326  | 0,08 | 0 / 225 | Democratic People's Liberation Front |
| 2010  | 6 036  | 0,08 | 0 / 225 | Democratic People's Liberation Front |